# 김병한
김병한(金秉漢, 1963년 ~ )은 대한민국의 수학자, 논리학자이다. 연세대학교 수학과에서 학사와 석사를 마치고 군복무 기간을 거쳐 미국 유학길에 오른다. 미국 일리노이 대학으로 유학을 갔으나 개인 사정으로 수리논리학의 거장 아난드 필레이(Anand Pillay)교수가 재직중인 노트르담 대학교(the University of Notre Dame)로 옮겨 1996년 박사 학위를 취득하였다. 졸업논문인 Simple First Order Theories는 당해 가장 뛰어난 수리논리분야의 졸업논문에 수여하는 Sacks Prize에 선정되었다. 이후 버클리대학의 MSRI 연구소를 거쳐, MIT 대학에서 교수로 부임하다 2005년부터 현재까지 모교인 연세대학교 수학과 교수로 재직 중이다.
추상대수학 및 모형 이론 분야에서 연구업적을 쌓았고, 이를 인정받아 2014년 세계수학자대회에서 논리학·기초론 분야의 초청강연자에 동아시아 출신자 최초로 선정되었다.

## 저술
- Simplicity Theory (Oxford Logic Guides 53), Oxford Science Publications, 2014
- 논리적 딜레마 - 수리논리 연구시리즈 2, 한국어 번역[깨진 링크(과거 내용 찾기)] (John W. Dawson, Jr.), 경문사, 2016
- 체계와 예술 보관됨 2019-02-26 - 웨이백 머신 (공동저서), 이학사, 2017